# Palacio del Condado de Altamira
El Palacio del Condado de Altamira o Palacio de Arroxín, más conocido como O Pacio, es una edificación civil en la villa de El Llano, parroquia de San Salvador, concejo de San Tirso de Abres, Asturias, España. 
Fue construido en el siglo XVI. Posee dos pisos y está realizado en mampostería de pizarra que se articula como espacio central de dos plantas flanqueado por dos torres cuadradas de tres pisos cada una. En la torre sur se observa rastros de existencia de una puerta con arco de medio punto a la que se accedía por una escalera exterior.
- Datos: Q6058667